# Bruno Foliados
Bruno Foliados Suárez (Montevideo, Uruguay, 17 de enero de 1993) es un futbolista uruguayo. Juega de delantero y su equipo actual es el Club Social y Deportivo Cooper de la Segunda División Profesional de Uruguay.

## Trayectoria
Participó de la Copa Libertadores Sub-20 de 2012 en Perú representando a Defensor Sporting. En el certamen se destacó anotando el penal que clasificó al equipo a la semifinal. Llegaron a la final pero perdieron 1 a 0 contra River Plate.
Fue cedido a préstamo al Toledo Colônia Work de Brasil, por seis meses. El 13 de febrero de 2013 debutó como profesional en el Campeonato Paranaense, ingresó al minuto 81 y se enfrentó al Coritiba pero perdieron 3 a 1. Luego disputó cuarto partidos más y volvió a Uruguay.
Debutó en la primera de Uruguay el 15 de diciembre, contra Cerro, jugó los últimos minutos y ganaron 2 a 0. Fue el único partido que jugó con el plantel absoluto de Defensor Sporting.
Para la temporada 2014/15 fue adquirido por Boston River para jugar en la Segunda División uruguaya. El 5 de octubre de 2014 convirtió su primer gol como profesional, ante Rocha en el Estadio Dr. Mario Sobrero, gracias a su anotación empataron 1 a 1. Bruno jugó 16 partidos en el Campeonato Uruguayo de Segunda División 2014-15, anotó 2 goles y brindó una asistencia, Boston River quedó en cuarta posición por lo que clasificó a los play-off por el ascenso a la máxima categoría. La primera llave fue contra Canadian, Foliados estuvo en los 2 encuentros, anotó un gol y pasaron a la final por un global de 4 a 2.
Su rival para las finales fue Villa Teresa, en el partido de ida empataron 1 a 1, Bruno dio una asistencia. En la revancha, al minuto 30 su compañero Facundo Moreira puso en ventaja a Boston River, el mismo Foliados estiró la ventaja al minuto 37, pero antes de finalizar el primer tiempo, Curbelo acortó distancias y puso el 1 a 2. Al minuto 72 Gonzalo Curbelo anotó nuevamente para el Villa, por lo que empató el partido 2 a 2, fueron al alargue pero en los 120 minutos no convirtieron más goles. Fueron a penales, Bruno anotó el suyo pero su compañero lo falló, y por 6 a 5, ganó Villa Teresa logrando el ascenso a Primera División por primera vez en su historia.
Para la temporada 2015/16, Bruno tuvo una nueva oportunidad de jugar en la máxima categoría uruguaya, Sud América lo contrató. Estuvo presente en 7 partidos en el Torneo Apertura, pero ninguno como titular. La IASA finalizó en la posición 11 tras un primer semestre irregular.
Fue fichado por el Club Social y Deportivo Cooper para el segundo semestre de 2023 para jugar en la tercera categoría del fútbol uruguayo. Tras una buena temporada lograron quedar en vicecampeones y ascendieron a Segunda División.

## Estadísticas
Actualizado al último partido disputado el 25 de septiembre de 2023.
| Club                           | Div.          | Temporada     | Liga  | Liga  | Liga   | Estatal | Estatal | Estatal | Copas nacionales | Copas nacionales | Copas nacionales | Copas internacionales | Copas internacionales | Copas internacionales | Total | Total | Total  |
| Club                           | Div.          | Temporada     | Part. | Goles | Asist. | Part.   | Goles   | Asist.  | Part.            | Goles            | Asist.           | Part.                 | Goles                 | Asist.                | Part. | Goles | Asist. |
| ------------------------------ | ------------- | ------------- | ----- | ----- | ------ | ------- | ------- | ------- | ---------------- | ---------------- | ---------------- | --------------------- | --------------------- | --------------------- | ----- | ----- | ------ |
| Toledo Colônia Work · Brasil   | Est.          | 2013          | -     | -     | -      | 5       | 0       | 0       | -                | -                | -                | -                     | -                     | -                     | 5     | 0     | 0      |
| Toledo Colônia Work · Brasil   | Total club    | Total club    | 0     | 0     | 0      | 5       | 0       | 0       | 0                | 0                | 0                | 0                     | 0                     | 0                     | 5     | 0     | 0      |
| Defensor Sporting C. · Uruguay | 1.ª           | 2013-14       | 1     | 0     | 0      | -       | -       | -       | -                | -                | -                | -                     | -                     | -                     | 1     | 0     | 0      |
| Defensor Sporting C. · Uruguay | Total club    | Total club    | 1     | 0     | 0      | 0       | 0       | 0       | 0                | 0                | 0                | 0                     | 0                     | 0                     | 1     | 0     | 0      |
| C. A. Boston River · Uruguay   | 2.ª           | 2014-15       | 20    | 4     | 2      | -       | -       | -       | -                | -                | -                | -                     | -                     | -                     | 20    | 4     | 2      |
| C. A. Boston River · Uruguay   | Total club    | Total club    | 20    | 4     | 2      | 0       | 0       | 0       | 0                | 0                | 0                | 0                     | 0                     | 0                     | 20    | 4     | 2      |
| I. A. Sud América · Uruguay    | 1.ª           | 2015-16       | 7     | 0     | 0      | -       | -       | -       | -                | -                | -                | -                     | -                     | -                     | 7     | 0     | 0      |
| I. A. Sud América · Uruguay    | Total club    | Total club    | 7     | 0     | 0      | 0       | 0       | 0       | 0                | 0                | 0                | 0                     | 0                     | 0                     | 7     | 0     | 0      |
| Real C. D. España Honduras     | 1.ª           | 2015-16       | 13    | 0     | 0      | -       | -       | -       | -                | -                | -                | -                     | -                     | -                     | 13    | 0     | 0      |
| Real C. D. España Honduras     | Total club    | Total club    | 13    | 0     | 0      | 0       | 0       | 0       | 0                | 0                | 0                | 0                     | 0                     | 0                     | 13    | 0     | 0      |
| C. A. Boston River · Uruguay   | 1.ª           | 2016          | 11    | 0     | 3      | -       | -       | -       | -                | -                | -                | -                     | -                     | -                     | 11    | 0     | 3      |
| C. A. Boston River · Uruguay   | 1.ª           | 2017          | 18    | 2     | 6      | -       | -       | -       | -                | -                | -                | 4                     | 1                     | 0                     | 22    | 3     | 6      |
| C. A. Boston River · Uruguay   | 1.ª           | 2018          | 10    | 0     | 0      | -       | -       | -       | -                | -                | -                | 0                     | 0                     | 0                     | 10    | 0     | 0      |
| C. A. Boston River · Uruguay   | 1.ª           | 2019          | 23    | 5     | 1      | -       | -       | -       | -                | -                | -                | -                     | -                     | -                     | 23    | 5     | 1      |
| C. A. Boston River · Uruguay   | Total club    | Total club    | 82    | 11    | 12     | 0       | 0       | 0       | 0                | 0                | 0                | 4                     | 1                     | 0                     | 86    | 12    | 12     |
| C. Deportivo Cuenca · Ecuador  | 1.ª           | 2020          | 7     | 1     | 1      | -       | -       | -       | -                | -                | -                | -                     | -                     | -                     | 7     | 1     | 1      |
| C. Deportivo Cuenca · Ecuador  | Total club    | Total club    | 7     | 1     | 1      | 0       | 0       | 0       | 0                | 0                | 0                | 0                     | 0                     | 0                     | 7     | 1     | 1      |
| Cerro Largo F. C. · Uruguay    | 1.ª           | 2020          | 9     | 0     | 1      | -       | -       | -       | -                | -                | -                | -                     | -                     | -                     | 9     | 0     | 1      |
| Cerro Largo F. C. · Uruguay    | Total club    | Total club    | 9     | 0     | 1      | 0       | 0       | 0       | 0                | 0                | 0                | 0                     | 0                     | 0                     | 9     | 0     | 1      |
| C. A. Cerro · Uruguay          | 2.ª           | 2021          | 4     | 0     | 1      | -       | -       | -       | -                | -                | -                | -                     | -                     | -                     | 4     | 0     | 1      |
| C. A. Cerro · Uruguay          | Total club    | Total club    | 4     | 0     | 1      | 0       | 0       | 0       | 0                | 0                | 0                | 0                     | 0                     | 0                     | 4     | 0     | 1      |
| I. A. Sud América · Uruguay    | 2.ª           | 2022          | 20    | 0     | 0      | -       | -       | -       | 1                | 0                | 0                | -                     | -                     | -                     | 21    | 0     | 0      |
| I. A. Sud América · Uruguay    | Total club    | Total club    | 27    | 0     | 0      | 0       | 0       | 0       | 1                | 0                | 0                | 0                     | 0                     | 0                     | 28    | 0     | 0      |
| C. S. D. Cooper · Uruguay      | 3.ª           | 2023          | 12    | 1     | 0      | -       | -       | -       | 1                | 0                | 0                | -                     | -                     | -                     | 13    | 1     | 0      |
| C. S. D. Cooper · Uruguay      | 2.ª           | 2024          | 0     | 0     | 0      | -       | -       | -       | -                | -                | -                | -                     | -                     | -                     | 0     | 0     | 0      |
| C. S. D. Cooper · Uruguay      | Total club    | Total club    | 12    | 1     | 0      | 0       | 0       | 0       | 1                | 0                | 0                | 0                     | 0                     | 0                     | 13    | 1     | 0      |
| Total carrera                  | Total carrera | Total carrera | 155   | 13    | 15     | 5       | 0       | 0       | 2                | 0                | 0                | 4                     | 1                     | 0                     | 166   | 14    | 15     |
| 1. 2. 3.                       |               |               |       |       |        |         |         |         |                  |                  |                  |                       |                       |                       |       |       |        |